# Phanoperla ceylonica
Phanoperla ceylonica és una espècie d'insecte plecòpter pertanyent a la família dels pèrlids.